# Elizabeth Taylor (lekkoatletka)
Elizabeth „Betty” Garner Taylor, później Campbell (ur. 22 lutego 1916 w Ingersoll, zm. 2 lutego 1977 w Ottawie) – kanadyjska lekkoatletka, płotkarka, medalistka olimpijska. 
Największym osiągnięciem Taylor był brązowy medal na igrzyskach olimpijskich w 1936 w Berlinie w biegu na 80 metrów przez płotki.